# Девятый день
«Девятый день» (нем. Der neunte Tag) — кинофильм режиссёра Фолькера Шлёндорфа, вышедший на экраны в 2004 году. Фильм основан на книге воспоминаний люксембургского католического священника Жана Бернара.

## Сюжет
Анри Кремер (Ульрих Маттес) в числе других католических священников Люксембурга оказывается в концентрационном лагере Дахау. В январе 1942 года он неожиданно получает «отпуск» на девять дней и возвращается в родной город. От местного руководителя СС Гебхардта (Аугуст Диль) он узнаёт, что это произошло не случайно: нацистское начальство желает, чтобы он повлиял на епископа Филиппа (Хильмар Тате) и склонил его к выступлению в поддержку «новой политики» партии в отношении религии. Зная, что от его решения зависит судьба его близких и товарищей по заключению, Анри оказывается перед непростым выбором: спасти себя и друзей путём предательства своих идеалов или, несмотря ни на что, сохранить им верность.

## В ролях
- Ульрих Маттес — аббат Анри Кремер
- Аугуст Диль — унтерштурмфюрер Гебхардт
- Хильмар Тате — епископ Филипп
- Бибиана Беглау — Мари Кремер
- Жермен Вагнер — Роже Кремер
- Жан-Поль Рат — Раймон Шмитт
- Иван Иржик — Армандо Бауш
- Зденек Пехачек — начальник лагеря

## Награды и номинации
- 2004 — Гран-при фестиваля независимых фильмов в Биберахе (Фолькер Шлёндорф)
- 2004 — Премия Бернхарда Викки на Мюнхенском кинофестивале (Фолькер Шлёндорф)
- 2004 — номинация на приз «Золотая лягушка» фестиваля операторского искусства Camerimage (Томас Эрхарт)
- 2005 — номинация на премию European Film Awards за лучшую мужскую роль (Ульрих Маттес)
- 2005 — премия Deutscher Filmpreis за лучшую работу художника (Ари Хантке)
- 2005 — 7 номинаций на премию Deutscher Filmpreis: лучший фильм (Юрген Хаазе), лучшая режиссура (Фолькер Шлёндорф), лучшая мужская роль (Ульрих Маттес и Аугуст Диль), лучший сценарий (Эберхард Гёрнер, Андреас Пфлюгер), лучший монтаж (Петер Адам), лучший звук (Хуберт Бартоломе, Гуннар Фойгт)
- 2005 — участие в основном конкурсе кинофестиваля в Мар-дель-Плате